# Jizu Shan
Der Jizu Shan („Hühnerfußberg“; chinesisch 雞足山 / 鸡足山, Pinyin Jīzú Shān) ist ein Gebirge und eine berühmte buddhistische Stätte im Nordwesten des Kreises Binchuan des Autonomen Bezirks Dali der Bai im Nordosten des Erhai-Sees in der südwestchinesischen Provinz Yunnan.
Das Gebirge erstreckt sich 7,5 km von Nord nach Süd und 15 km von Ost nach West. Sein Hauptgipfel, der Tianzhu Feng (天柱峰), ist 3240 m hoch.
Der Name des Gebirges rührt daher, weil es auf der einen Seite drei Ausläufer hat und auf der anderen einen, und so einem Hühnerfuß ähnelt.

## Buddhistische Stätte
Das Gebirge ist eine wichtige Begegnungsstätte des Chinesischen Buddhismus und Tibetischen Buddhismus.
Das Gebirge ist der Ort, wo Kashyapa (chin. Jiaye 迦叶 oder Dajiaye 大迦叶), ein Schüler des Shakyamuni, den Buddhismus gepredigt und wo er meditierend am Huashou-Tor (chin. Huashou men 华首门) (einer Stelle im Gebirge) gesessen haben soll, um die Erleuchtung zu erlangen. 
Buddhistische Tempel sind: Zhusheng si (祝圣寺), Tongwa dian (铜瓦殿) (oder Jinding si 金顶寺), Jiulian si 九莲寺, Yujin an 余金庵 und Lengyan ta 楞严塔.
Das Gebirge wurde von dem chinesischen Geographen Xu Xiake (1586–1641) bereist und beschrieben.

### Nachschlagewerke
- Cihai („Meer der Wörter“), Shanghai cishu chubanshe, Shanghai 2002, ISBN 7-5326-0839-5

## Video
- Jizu Shan - Chinesisch